# Municipio de Tlaxiaco
El municipio de Heroica Ciudad de Tlaxiaco es uno de los 570 municipios en que se encuentra dividido el estado mexicano de Oaxaca. Localizado al oeste del estado, su cabecera es la ciudad del mismo nombre.

## Geografía
El municipio de Tlaxiaco se encuentra localizado al oeste del territorio estatal, forma parte de la región Mixteca y del distrito de Tlaxiaco. Tiene una extensión territorial de 347 651 kilómetros cuadrados que equivalen al 0.37 % de la extensión total de Oaxaca y sus coordenadas geográficas extremas son 17°7′ - 17°21′ de latitud norte y 97°34′ - 97°50′ de longitud oeste. Su altitud va de 1700 a 3400 metros sobre el nivel del mar.
El municipio limita con un total de trece municipios, que son: al norte con el municipio de Santiago Nundiche, al noreste con el municipio de Santa María del Rosario y el municipio de Santa Catarina Tayata; al este los límites son con el municipio de San Cristóbal Amoltepec y el municipio de Magdalena Peñasco, al sureste con el municipio de San Antonio Sinicahua y el municipio de San Miguel el Grande. Al sur limita con el municipio de San Esteban Atatlahuca, el municipio de Santa Cruz Nundaco y el municipio de Santo Tomás Ocotepec; al suroeste el límite corresponde al municipio de Putla Villa de Guerrero y al oeste con el municipio de San Martín Itunyoso y el municipio de San Juan Mixtepec -Distrito 08-.

## Demografía
La población total del municipio de Heroica Ciudad de Tlaxiaco de acuerdo con el Censo de Población y Vivienda realizado en 2010 por el Instituto Nacional de Estadística y Geografía, es de 38 453 habitantes, de los que 17 987 son hombres y 20 466 son mujeres.
La densidad de población asciende a un total de 110.61 personas por kilómetro cuadrado.

### Localidades
El municipio se encuentra formado por 113 localidades, las principales y su población de acuerdo al censo de 2010 son:
| Localidad                  | Población (2010) |
| -------------------------- | ---------------- |
| Heroica Ciudad de Tlaxiaco | 17 543           |
| San Diego                  | 1 317            |
| San Pedro                  | 860              |
| Yosobee                    | 802              |
| La Lobera                  | 792              |
| Los Ángeles                | 630              |
| Santa María Cuquila        | 596              |
| Santo Domingo Huendio      | 177              |
| Total municipio            | 38 453           |

## Política
El gobierno del municipio de Heroica Ciudad de Tlaxiaco es electo mediante el principio de partidos políticos, con en la gran mayoría de los municipios de México. El gobierno le corresponde al ayuntamiento, conformado por el presidente municipal, dos síndicos y el cabildo integrado por ocho regidores. Todos son electos mediante voto universal, directo y secreto para un periodo de tres años que pueden ser renovables para un periodo adicional inmediato.

### Representación legislativa
Para la elección de diputados locales al Congreso de Oaxaca y de diputados federales a la Cámara de Diputados federal, el municipio de Tlaxiaco se encuentra integrado en los siguientes distritos electorales:
Local:
- Distrito electoral local de 8 de Oaxaca con cabecera en Heroica Ciudad de Tlaxiaco.[4]

Federal:
- Distrito electoral federal 6 de Oaxaca con cabecera en Heroica Ciudad de Tlaxiaco.[5]

### Presidentes municipales
- (1993 - 1995): Rogelio Sánchez Cruz
- (1996 - 1998): Salvador Ramos Salazar
- (1999 - 2001): Demetrio Manuel Gómez Martínez
- (2002 - 2004): Hugo Pacheco Pérez
- (2005 - 2007): Demetrio Manuel Gómez Martínez
- (2008 - 2010): Mario Rogelio Hernández Martínez
- (2011 - 2013): Germán Simancas Bautista
- (2014 - 2016): Alejandro Aparicio Santiago
- (2017 - 2018): Óscar Ramírez Bolaños
- (2019): Alejandro Aparicio Santiago [6]
- (2019 2022): Gaudencio Ortiz Cruz [7]
- (2022 - 2024): Miguel de Jesús Pérez Vásquez